# Цили
Цили (წ, груз. წილი) — двадцать девятая буква современного грузинского алфавита и тридцать вторая буква классического грузинского алфавита.

## Использование
В грузинском языке обозначает звук [t͡sʼ]. Числовое значение в изопсефии — 4000 (четыре тысячи).
Также используется в грузинском варианте лазского алфавита, используемом в Грузии. В латинице, используемой в Турции, ей соответствует ǯ или tsʼ.
Ранее использовалась в абхазском (1937—1954) и осетинском (1938—1954) алфавитах на основе грузинского письма, после их перевода на кириллицу в абхазском была заменена на ҵ, а в осетинском — на цъ.
В системах романизации грузинского письма передаётся как c (ISO 9984, ALA-LC), ts (BGN/PCGN
1981), tsʼ (национальная система, BGN/PCGN 2009). В грузинском шрифте Брайля букве соответствует символ ⠹ (U+2839).

## Написание
| Асомтаврули | Нусхури | Мхедрули |
| ----------- | ------- | -------- |
|             |         |          |

## Кодировка
Цили асомтаврули и цили мхедрули включены в стандарт Юникод начиная с самой первой его версии (1.0.0) в блоке «Грузинское письмо» (англ. Georgian) под шестнадцатеричными кодами U+10BC и U+10EC соответственно.
Цили нусхури была добавлена в Юникод в версии 4.1 в блок «Дополнение к грузинскому письму» (англ. Georgian Supplement) под шестнадцатеричным кодом U+2D1C; до этого она была унифицирована с цили мхедрули.
Цили мтаврули была включена в Юникод в версии 11.0 в блок «Расширенное грузинское письмо» (англ. Georgian Extended) под шестнадцатеричным кодом U+1CAC.